# Дель-Мар (Калифорния)
Дель-Мар (англ. Del Mar) — пляжный город в округе Сан-Диего, штат Калифорния, расположенный на побережье Тихого океан. Основан в 1885 году как морской курорт, получил статус города в 1959 году. Население составляло 3954 человека по переписи 2020 года.

## История
Дель-Мар был основан в начале 1880-х годов железнодорожным чиновником Теодором Лупом и его женой Эллой. Элла дала название этому месту, вдохновлённое поэмой Бейярда Тейлора «Битва при Пасо-дель-Мар». В 1885 году полковник Джейкоб Тейлор приобрёл в Дель-Маре 1,37 км², мечтая построить здесь приморский курорт для богатых и знаменитых людей.
Во время Второй мировой войны ВМС США использовали военно-морскую авиабазу для мягких дирижаблей в Дель-Маре.
Большая часть населения проживает на побережье и близлежащих обрывах, которые уязвимы к повышению уровня моря, вызванному изменением климата. В 2019 году город отказался разрабатывать стратегию управляемого отступления для переноса инфраструктуры и населённых пунктов дальше от воды. Вместо этого город планирует использовать другие стратегии адаптации к изменению климата, такие как морские дамбы и намыв пляжей.

## География
Дель-Мар — одно из двух мест, где растёт сосна Торри. Сосна Торри — самая редкая сосна в США. Существуют только две популяции этого исчезающего вида: в Дель-Маре и на острове Санта-Роза.
По данным Бюро переписи населения США, общая площадь города составляет 4,7 км², из которых 4,4 км² занимает суша, а 0,26 км²— вода.
Климат Дель-Мара является средиземноморским с тёплым сухим летом и мягкой влажной зимой. Температура воздуха лишь изредка в течение года превышает 29 °C и редко опускается ниже 5 °C. Среднегодовая температура в Дель-Маре составляет около 16,4 °C. Город омывается Тихим океаном.

## Демография
По данным переписи населения США 2020 года, население Дель-Мара составляло 3954 человека. Плотность населения — 889,2 человека на квадратный километр.
Расовый состав Дель-Мара:
- 84,8% — белые американцы
- 9,0% — смешанные расы
- 6,9% — латиноамериканцы
- 3,8% — американцы азиатского происхождения
- 1,5% — другие расы
- 0,6% — афроамериканцы
- 0,2% — коренные народы США
- 0,1% — жители островов Тихого океана

Возрастной состав: 12,7% – до 18 лет, 5,6% – от 18 до 24 лет, 20,1% – от 25 до 44 лет, 31,3% – от 45 до 64 лет и 30,3% – 65 лет и старше. Средний возраст составил 53,9 года. На 100 женщин приходилось 97,7 мужчин.

## Политика
Городом Дель-Мар управляет городской совет, состоящий из пяти выборных представителей. Каждый год из числа членов совета избирается новый мэр. Мэр — Терри Гаастерланд.
В Легислатуре Калифорнии Дель-Мар входит в 38-й сенаторский округ, который представляет член Демократической партии Кэтрин Блейкспир, и в 77-й ассамблею округа, которую представляет демократ Таша Бёрнер.
В Палате представителей США Дель-Мар входит в 49-й избирательный округ Калифорнии, который представляет демократ Майк Левин.

## Образование
В Дель-Маре находится школьный округ Дель-Мар Юнион, в который входят девять классов — с детского сада по 8 класс. Среднее образование предоставляется школьным округом Сан-Диегито Юнион.